# ベストテンほっかいどう
『ベストテンほっかいどう』（Best10 Hokkaido）は、かつて放送されていたHBCラジオの音楽番組。終了時点のパーソナリティは中野智樹とMAYU。『ベほ』という略称も使われていた。

## 概要
1971年11月に放送を開始し、幾度の変遷を経ながら放送を続けている長寿番組であった。
タイトルの通り、北海道の邦楽ヒットチャートのベスト10をランキング形式で発表。低迷期もあるものの、月 - 金曜の帯番組時代に高聴取率を獲得し、特に1987年頃までは道内ラジオ全局・全世代の中で聴取率1位を頻繁に獲得し、ニッポン放送からネット受けしている『テレフォン人生相談』と首位を争っていた。80年代には当番組に対して、洋楽のみを集計したHBC制作（週1回・1時間）のチャート番組もあった。
ランキングの決定要素は聴取者からのリクエストに加え、オリコン、USEN、レコード店売上等も対象としてきた。最終回時点では、moraのシングルチャート、オリコンの期待度ランキング、番組へのFAX・Eメール・葉書リクエスト、道内主要CDショップのシングル売上を集計したものをランキング決定要素としていた。CD発売、またはネット配信による発売前の曲は、ランキング入りの対象とならないが発売予定がなく、オンエアのみの曲はこの限りでは無い。以前は曲毎に後述する集計方法による獲得ポイントを発表していたが、子細な集計方法を公表しなくなった。
TBS系『ザ・ベストテン』が放送されていた時期には、当番組のランキングがラジオ総合ベスト10のデータとして活用されていたほか、この時期にDJを務めていたパーソナリティは『ザ・ベストテン』で北海道地区の「追っかけマン」も担当していた。
かつては番組の冒頭で「輝く伝統と頼れるランキング、放送回数○○○○回を迎え、21世紀に向かって今夜も走り続ける、HBCラジオベストテンほっかいどう」という下りから始められていた。
2020年9月6日の放送で、9月27日の放送をもって最終回となることが発表された。
最終回の1位曲は、Kis-My-Ft2の「ENDLESS SUMMER」であった。

## 沿革

### 昼番組時代
スタート当初は午後の生ワイド番組「ハロードライバー～こちら第3スタジオ～」（月 - 金曜・14:00 - 17:30）内の1コーナー扱いで、タイトルは「ベストテン北海道」だった。その後、番組表上は「ハロードライバー」枠に含まれるものの、事実上独立した番組となり、16:00 - 17:15に放送していた。途中に道路交通情報・天気予報・フェリー情報等が挿入されたため、実質の放送時間は60分程度だった。パーソナリティは一部例外はあるが「ハロードライバー」のパーソナリティが兼任していた。
当時はランキング決定要素として「レコード売り上げ」「有線放送リクエストランキング」の実働データと、「ハガキリクエスト」「電話リクエスト」のリスナー参加によるデータの4つをそれぞれランキング化。レコード・電話リクエストは1位200点～20位10点の10点刻み、有線・ハガキリクエストは1位100点～10位10点の10点刻みでそれぞれポイントを与え、600点満点の合計ポイントで総合ランキングを決定していた。このランキングデータは、放送中の曲紹介時にパーソナリティにより「レコード○位、有線○位、ハガキで○位、テレホン○位、トータル○○○ポイント、×××（歌唱者）、□□□□（曲名）、第×位!」という形式で公表されていた。
リスナー参加企画として、その日の10・8・6・4位の曲をそれぞれ生電話でつながったリスナーが予想する「ランキングシャウト」コーナーがあり、予想が当たったリスナーには好きなシングルレコード1枚がプレゼントされた。通常のランキングシャウトに代えて、下記のシャウトになることがあった。
ラッキーシャウト予想が当たると好きなシングルレコード2枚がプレゼントされた。この時のみ当たると、バカボンのパパ（声：雨森雅司）の「ケッコーなのだ!!」という台詞が入った。
ダブルシャウト2人1組で応募し、1人目が予想（ファーストシャウト）を外しても、2人目がもう一回予想（セカンドシャウト）することができた。
参加した4人全員がランキングを当てた場合は、プレゼントが「好きなアルバム1枚」にアップグレードされた。
リスナーの呼称とは別に、リクエスト参加者を「リクエスター」と呼ぶのはこの頃から終盤に至るまで変わっておらず、『全てのリクエスターの中から抽選で＊名に～』と言った言い回しがなされている。
当時の番組の流れは概ね以下の通り。
- 16:00 -  オープニング、電話リクエストを除く3要素のランキング20～11位の紹介
電話リクエストは15:50 - 16:20に受け付けていた関係で、番組開始時点では電話リクエストランキングが確定していないため、残る3要素によるランキングを放送していた。
- 16:20 - 日替わりコーナー
- 16:25 - 電話リクエストランキング、総合20～11位発表
- 16:30 - 総合10～4位紹介、ランキングシャウト
- 16:50 - 道路情報（提供・多聞酒造、BGMに当時の清酒多聞のCMソングのインストゥルメンタルが流れていた）・道新ニュース・天気予報・フェリー情報
- 17:00 - 総合ベスト3紹介、エンディング
17時台は「三菱ダイヤモンドハイウェイ」（提供・三菱石油、NRN加盟局のニッポン放送・KBCラジオなどとの各局企画提供枠）。

昼番組として放送されていた1988年9月までは、土曜日に放送されていた午後ワイド番組（「ダイナミックサタデー」→「夢色土曜日・これがラジオだ」→「夢色土曜日・晴れた顔して多恵子です」）内の15時台に、月 - 金曜のポイントを集計した「ダイナミックベストテンほっかいどう」（後に「ベストテンほっかいどう週間ランキング」に改題）が放送されていた他、日曜午後（13:00 - 16:30）には「決定!全日本歌謡選抜」（後に「TOYOTA SUPER COUNTDOWN 50」へ改題。1982年4月 - 1994年3月）が、ナイターオフ期の毎年10月 - 3月には「ジャンボとケロコのHBCベスト100 マラソンランキング」（1973年 - 1983年・月 - 金曜 18:45 - 20:00）が放送され、前述の洋楽チャート番組も含めHBCラジオでは毎日、午後に何らかの音楽ランキング番組を放送していた。これは全国的にも珍しい編成だった。

### 夜番組時代
当番組に転機が訪れたのは1988年。この前年辺りから、STVラジオの『ドライビングパートナー・STVホットライン』に同時間帯聴取率1位を奪われるケースが増えてきた。
このため1988年10月に、同局が平日生ワイドを全面改編するのに伴い「ベストテンほっかいどう」は夜番組へと移動。放送時間は当初月曜 - 金曜の22:00 - 23:00で、翌1989年4月より21:15 - 22:50、1992年4月より21:00 - 23:00、1994年4月からは21:00 - 23:30となる。1994年4月改編での『TOYOTA SUPER COUNTDOWN 50』（企画ネット番組。HBCでも局独自の内容）の終了により、この枠が「ベストテンほっかいどう日曜版」となる。
新たなメインターゲットである小・中学生・高校生でも聴きやすい夜へ移行したことにより、聴取者を取り戻すことに成功。長期間にわたり安定した聴取率を記録した。皮肉なことに、2005年まで聴取率同時間帯1位を殆どの時間帯でSTVなど他局に明け渡してきたHBCが、1位を獲得できる数少ない番組の一つが、この夜に移動してきた「ベストテンほっかいどう」であった。STVラジオも1989年以降『サッポロ2130 夜は金時』など自社制作の夜ワイドを数多くぶつけて対抗するものの、1～2年程度で番組を入れ替える時期が長く続き、1994年の『船守さちこのスーパーランキング』開始まで試行錯誤を繰り返すことになる。
夕方時代は、実時間が短い中に情報コーナーなども含まれていて時間がタイトだったことと、同じパーソナリティが担当していた「ハロードライバー」で15時台にゲストコーナーが設けられていたこともあり、歌手などのゲストを招くことは殆どなかったが、夜ワイドへ移行した「ベストテンほっかいどう」では、時間枠拡大を生かして、夕方時代にはなかったゲストコーナーや企画ものコーナーを新設したほか、「ランキングシャウト」に代わるコーナーとして1989年の秋改編より、留守番電話へ寄せられたメッセージをそのまま再生する「話し太郎」が導入され、放送中を中心とした夜～深夜の時間帯は、留守番電話「話し太郎」にメッセージを入れたい中高生が殺到し、話し中が長時間続く状況が生じていた。
ランキングの決定要素も改められ、「レコード」「有線」「ハガキリクエスト」「電話リクエスト」の4つのランキングデータは変わらないものの、電話リクエストについては1位300点、2位290点～の10点刻み、有線・ハガキリクエストについては1位100点～10位10点の10点刻みとなった。レコードは1位100点～10位10点の10点刻みで、11位0点、12位以下-10点と減点され、それぞれポイントを与え、合計ポイント（600点満点）で総合ランキングを決定するという算定方式となった。
しかし、1999年の秋改編より、TBSラジオの「アクセス」をネット放送する事となり、1999年9月をもって、単独番組としての「ベストテンほっかいどう」は一旦終了する。

### 流浪の時代へ
単独番組が終了した『ベストテンほっかいどう』は、1999年10月より、ナイターオフの枠で新たにスタートした『MOVE ON』の1コーナーに規模を縮小、「MOVE ON ベストテンほっかいどう」（ムーブ・オン ベストテンほっかいどう）となる。さらに2000年4月からは日曜午後の『松橋勝巳 サウンドスタジアム』内の1コーナーに移行と、放送時間が二転三転する流浪の時代へと突入する。このときの放送はそれまで土・日に放送されてきた「週間ランキング」を受け継いだものであり、デイリーランキングの放送はこの時点で中断している。
これ以後の放送時間や内容の変遷を以下に時系列で示す。
- 2001年4月 - 2004年9月：「アキ&トムのベストテンほっかいどう21」として週1回ながら復活。
- 2004年10月 - 2005年3月：月 - 金曜夜の帯番組「ベストテンほっかいどう～ONE～」（ベストテンほっかいどう～ワン～、19:00 - 20:00）となる。あわせて、過去の「ベストテンほっかいどう」パーソナリティが日替わりでDJを務める「ベストテンほっかいどう～WITH～」（ベストテンほっかいどう～ウィズ～、21:00 - 22:00）も放送された。
- 2005年4月 - 9月：月曜夜の2時間番組となり、タイトルも「ベストテンほっかいどう」に戻る。
- 2005年10月 - 2006年3月：夕方の帯番組（17:57 - 18:30）となり、デイリーランキングも復活。
- 2006年4月 - 9月：ナイターシーズンのため、月曜 17:57 - 19:00の放送となり、これ以降は週間ランキングのみとなる。
- 2006年10月 - 2007年3月：土曜 19:00 - 20:50の放送。
- 2007年4月 - 9月：月曜 18:00 - 19:45の放送。
- 2007年10月 - 2008年3月：月曜 19:00 - 21:00の放送。

### 日曜日に定着
2008年春の改編以降は日曜日に放送日が定着。特に2012年以降はプロ野球のシーズンオフに放送時間を延長→シーズンインで短縮を繰り返す形態が定番となった。
- 2008年4月 - 2009年3月：日曜 21:00 - 22:00の放送。単独番組としては歴代最短となり、放送週によっては録音の場合もある。また「HBCサンデーファイターズ」がナイター中継になる場合は、22:00 - 23:00の放送（該当日は年2 - 3回程度）となるが、中継が延長された場合は、縮小や中止になる場合がある。10月からも同時間での放送となり、改編期毎に時間移動していた状況が、4年ぶりに解消される。
- 2009年4月 - 9月：引き続き、日曜 21:00 - 22:00の放送。さらに、日曜午前に、前週のランキングを振り返り、今週ベストテン入りが期待される注目曲を紹介する15分番組「ベストテンほっかいどうEXTRA」（ベストテンほっかいどうエクストラ、日曜10:45～11:00）が開始。
- 2009年10月 - 2012年9月：日曜 17:00 - 18:30の放送となり、放送枠が30分拡大された。一方で日曜午前の「EXTRA」が終了。
- 2012年10月 - 2013年3月：日曜 15:00 - 18:30に時間枠を拡大。3時間半という時間枠は本番組の歴史上でも過去最長（当時）となった。
- 2013年4月 - 9月：「HBCサンデーファイターズ」放送のため、日曜17:00-18:30の放送に戻る。
- 2013年10月 - 2014年3月：日曜 13:00 - 17:00に時間枠を拡大。時間枠の最長記録をさらに更新し4時間のワイド番組となる。
- 2014年4月 - 9月：日曜 16:00 - 18:00に変更。野球中継の関係から、何回か臨時で放送時間が夜間に移り「夜べほ」と呼ばれる。
- 2014年10月 - 2015年3月：日曜 14:00 - 18:00の放送。前年と同じく4時間ワイドでの放送。
- 2015年4月 - ：日曜 16:00 - 18:30に変更。前年同様「夜べほ」も数回実施。
- 2018年（野球シーズン中）：日曜 17:00 - 19:00の放送（基本枠。「HBCサンデーファイターズ」が延長するとその分短縮となる）。ファイターズの試合開始時刻が14時よりも早い場合、その分開始時間が拡大される（13時開始の場合、最大16:00-19:00）。
- 2018年・2019年（野球オフシーズン）：日曜 16:00 - 18:00
- 2019年・2020年（野球シーズン中）：日曜 17:00 - 18:45の放送（基本枠。「HBCサンデーファイターズ」が延長するとその分短縮となる）。ファイターズの試合開始時刻が14時よりも早い場合、その分開始時間が拡大される（13時開始の場合、最大16:00-18:45）。18:45から「musica labサンデー」の放送の為、15分短縮。

## パーソナリティの変遷
夕方時代
- 1971年 - 1972年
  - 「ハロードライバー」担当アナウンサーが兼務
- 1972年 - 1973年
  - 寺内真理
- 1973年 - 1975年
  - 寺内真理・ミスターデーブマン（マリ&デーブマン）
- 1975年 - 1981年
  - ミスターデーブマン（「ダイナミックベストテンほっかいどう」へ異動）
- 1981年 - 1985年初頭
  - 田中徳志郎（「ダイナミックベストテンほっかいどう」から異動。当時は「トクシローのベストテンほっかいどう」。番組内では自身の本名である「田中徳志郎」ではなく「おじゃま虫の徳志郎」と紹介していた。1985年初頭より体調不良のため降板、1992年3月死去）
- 1985年初頭 - 1985年春
  - 村井裕子
- 1985年春 - 1987年春
  - 鎌田強・吉田真弓
- 1987年春 - 1988年春
  - 赤城敏正（「ベストテンほっかいどう」のみ出演。「ハロードライバー」は鎌田強・吉田真弓が引き続き担当）
- 1988年春 - 1988年秋
  - 鎌田強

夜ワイド時代
- 1988年秋 - 1989年8月
  - 大神政敏・菅原克彦（大神は帯広放送局、菅原は釧路放送局への異動により1989年8月にて降板）
- 1989年8月 - 1991年3月
  - 月・火：内藤克
  - 水 - 金：山崎英樹（釧路放送局より異動）
- 1991年4月 - 1992年9月
  - 月 - 木：山崎英樹
  - 金：管野暢昭
- 1992年10月 - 1995年3月
  - 月 - 木（1994年4月からは月 - 水）：山崎英樹
  - 金（1994年4月からは木 - 金）：藪淳一
  - 日曜版（1994年4月から）：山崎英樹・前田華代子
- 1995年4月 - 1997年3月
  - 月 - 金：藪淳一
  - 日曜版：山崎英樹（1996年9月まで）→川畑恒一（1996年10月から）・前田華代子（1996年3月まで）→林部香織（1996年4月から）
- 1997年4月 - 1998年3月
  - 月 - 木：藪淳一
  - 金：藪淳一・加藤雅章
- 1998年4月 - 1999年3月
  - 加藤雅章
- 1999年4月 - 1999年9月
  - 加藤雅章・小橋アキ

流浪時代
- 1999年10月 - 2000年3月（「MOVE ON」に内包）
  - 月 - 木：鈴木一平・小橋アキ
  - 金：松橋勝巳・浅野英美
- 2000年4月 - 2001年3月（「松橋勝巳 サウンドスタジアム」に内包）
  - 松橋勝巳
- 2001年4月 - 2004年9月（アキ&トムのベストテンほっかいどう21）
  - 小橋アキ・中野智樹
- 2004年10月 - 2005年3月（ベストテンほっかいどう ONE・ベストテンほっかいどう WITH）
  - ベストテンほっかいどう ONE・ベストテンほっかいどう WITH：小橋アキ
  - ベストテンほっかいどう WITH：日替わり（以下参照）
    - 月：内藤克
    - 火：山崎英樹
    - 水：加藤雅章
    - 木：中野智樹
    - 金：週替り（藪淳一、川畑恒一など）
- 2005年4月 - 9月（ベストテンほっかいどう）
  - 小橋アキ・中野智樹
- 2005年10月 - 2012年9月（ベストテンほっかいどう）
  - 中野智樹
- 2012年10月 - 2013年3月（ベストテンほっかいどう）
  - 中野智樹・WES-LEE
- 2013年4月 - 2020年9月（ベストテンほっかいどう）
  - 中野智樹・MAYU

## 年間ランキング第1位獲得曲
| 年度               | 曲名               | 歌手名             | 出典   |
| ------------------ | ------------------ | ------------------ | ------ |
| 1997年（平成9年）  | 硝子の少年         | KinKi Kids         | [ 5 ]  |
| 1998年（平成10年） | POWER              | POCKET BISCUITS    | [ 6 ]  |
| 2001年（平成13年） | アゲハ蝶           | ポルノグラフィティ | [ 7 ]  |
| 2002年（平成14年） | 東京               | 桑田佳祐           | [ 8 ]  |
| 2003年（平成15年） | 世界に一つだけの花 | SMAP               | [ 9 ]  |
| 2004年（平成16年） | 瞳をとじて         | 平井堅             | [ 10 ] |